# MARQUISE
MARQUISE è una dimostrazione tecnologica condotta nel 1997 da Silicon Graphics/Cray, dipartimento della difesa statunitense, e Università del Maryland. L'obiettivo era riuscire a ridurre le dimensioni di un supercomputer Cray J90 raffreddato a liquido fino a poterlo fa entrare in un rack standard da 19 pollici per poterlo utilizzare in applicazioni della difesa a bordo di aerei militari. Il progetto includeva ricerche sulla realizzazione di più circuiti integrati racchiusi in un unico package su un substrato di diamante. Il progetto ha analizzato il raffreddamento tramite evaporazione spray. Queste tecnologie vennero utilizzate nel successivo Cray X1.